# Ейдриън Куист
Ейдриън Карл Куист (на английски: Adrian Karl Quist) е австралийски тенисист. 

## Биография
Ейдриън Карл Куист е роден на 23 януари 1913 г. в Мединди, Южна Австралия, Австралия. Баща му Карл Куист е известен междущатски играч на крикет и притежава магазин за спортни стоки по време на раждането на сина си.
Ейдриън Куист се жени за Силвия, дъщеря на Ърна Кейли и Албърт Уилям Кейли, успешен бизнесмен, починал през 1949 г. и оставил имение на стойност близо 300 000 £. Адриан и Силвия Куист имат две деца, но бракът им е неуспешен. През 1950 г. Силвия получава съдебна заповед да инструктира съпруга си да се върне у дома при жена си и децата си.
Ейдриън Куист почива в Сидни през 1991 г., на 78 години.

## Кариера
Ейдриън Куист е трикратен шампион на австралийското първенство за мъже на сингъл. По-известен е като играч на двойки, печели 10 последователни титли на австралийското първенство на двойки между 1936 и 1950 г., последните осем заедно с Джон Бромич. 
Ейдриън Куист е класиран като номер 3 в света на сингъл през 1939 г., и като световен номер 4 през 1936 г.
Най-известна му победа на сингъл е в решаващ мач през 1939 г. в турнира за Купа Дейвис срещу САЩ. Той побеждава световния номер 1 Боби Ригс в петсетов мач, в четвъртата игра. Австралия печели Купа Дейвис същата година с победата на сингъл на Джон Бромич срещу Франк Паркър в петата решаваща игра.
Ейдриън Куист е въведен в Международната тенис зала на славата в Нюпорт, Роуд Айлънд, през 1984 г.
След като се оттегля от тениса, Куист става журналист, най-известен е със статиите си в The Sydney Morning Herald.
Куист работи за „Дънлоп“, където проектира обувки за тенис Dunlop Volley, които все още се произвеждат.

## Кариерна статистика

#### Титли на сингъл отГолям шлем(3)
| година | турнир       | съперник     | резултат                          |
| ------ | ------------ | ------------ | --------------------------------- |
| 1936   | ОП Австралия | Джак Крофърд | 6 – 2, 6 – 3, 4 – 6, 3 – 6, 9 – 7 |
| 1940   | ОП Австралия | Джак Крофърд | 6 – 3, 6 – 1, 6 – 2               |
| 1948   | ОП Австралия | Джон Бромич  | 6 – 4, 3 – 6, 6 – 3, 2 – 6, 6 – 3 |

#### Финали на сингъл отГолям шлем(1)
| година | турнир       | съперник    | резултат            |
| ------ | ------------ | ----------- | ------------------- |
| 1939   | ОП Австралия | Джон Бромич | 4 – 6, 1 – 6, 3 – 6 |